# 詹姆斯·艾尔文

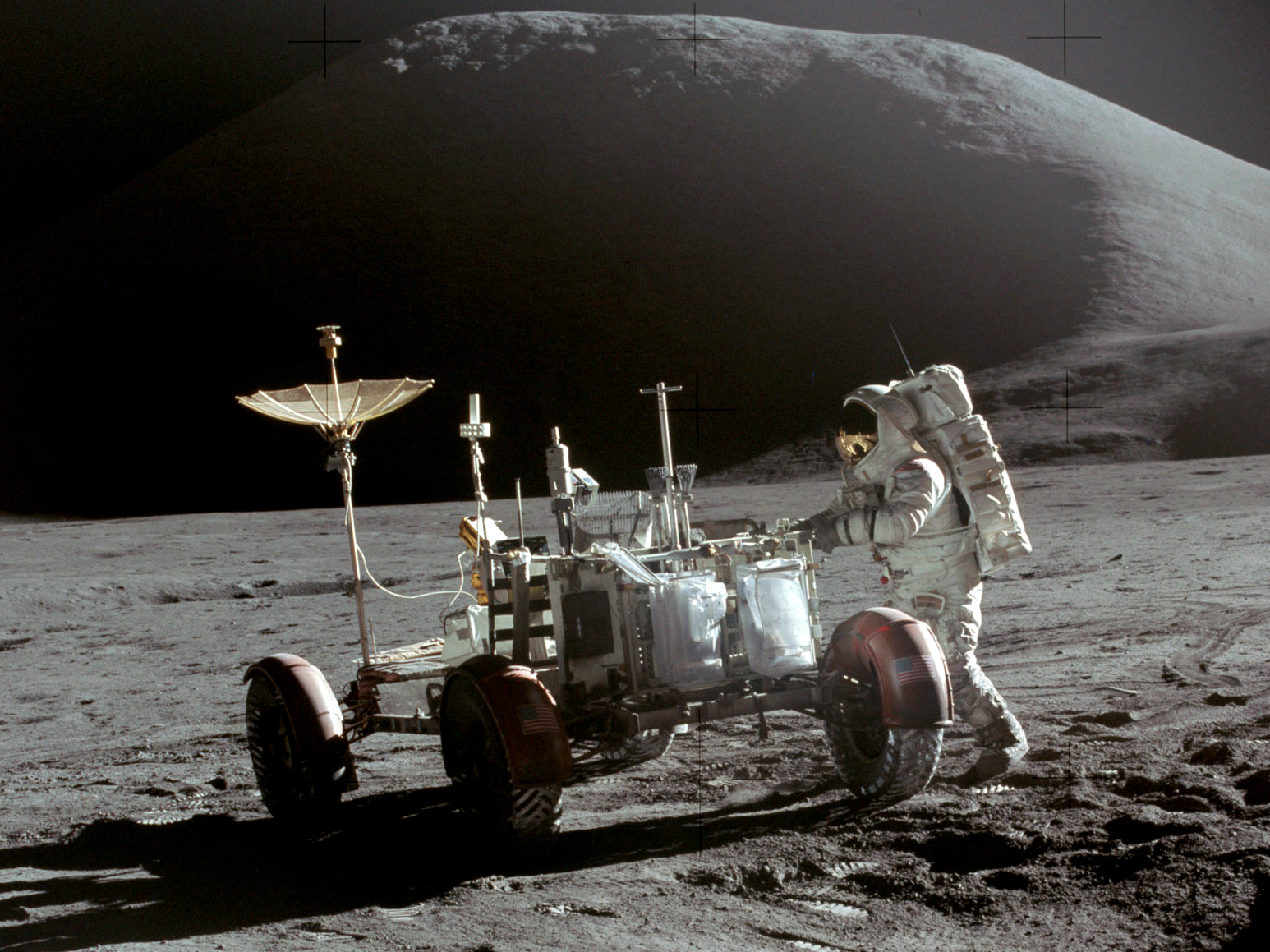
Jim Irwin, LRV, Apollo-15-Mission

詹姆斯·本森·艾尔文（英語：James Benson Irwin，1930年3月17日—1991年8月8日）是一名美国宇航员，在执行阿波罗15号任务时成为第八个踏上月球的人。

## 早年
艾尔文出生于宾夕法尼亚州的匹兹堡。1951年，他在美国海军学院获得海军科学学士学位，1957年在密歇根大学获得了航空工程学硕士学位。
在洪都空军基地（Hondo Air Base）和里斯空军基地（Reese Air Force Base）接受飞行训练后，艾尔文1961年从美国空军试飞员学校毕业，1963年空军空天研究飞行中心毕业。

## 宇航员生涯

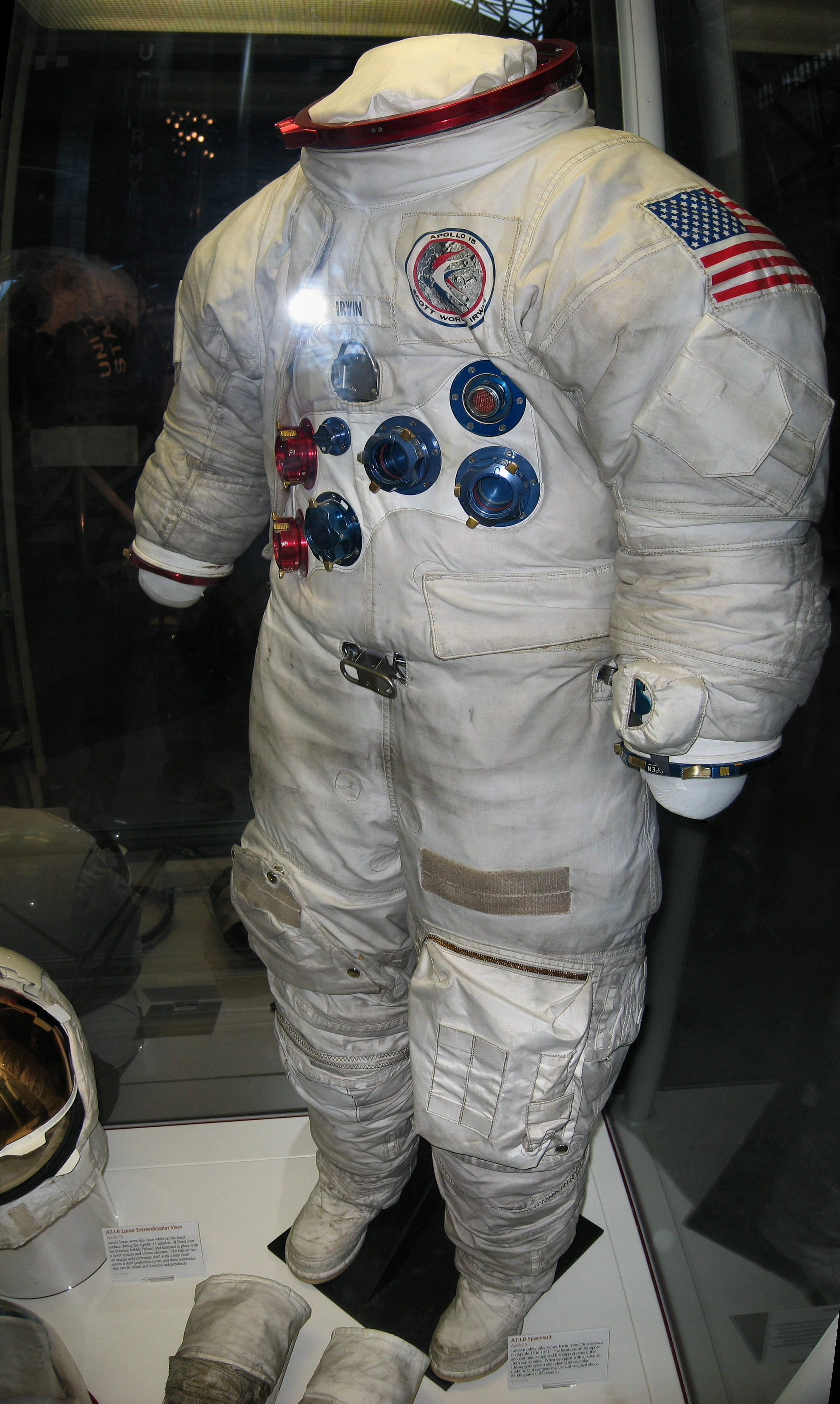
艾尔文在阿波罗15号任务中的宇航服。

### 入选宇航员
艾尔文是美国国家航空航天局1966年4月选择的十九名宇航员之一，被选入了阿波罗10号的支持团队并担任了阿波罗12号的替补登月舱驾驶员。

### 阿波罗15号
1971年7月26日至8月7日期间，艾尔文在阿波罗15号任务中担任登月舱驾驶员。刚降落在月球表面和进行了一次勘查地形的站立舱外活动，他与指令长大卫·斯科特在月球表面活动了18小时30分钟，收集了许多岩石标本。与之前的几次登月相比，艾尔文和斯科特的任务科学研究比例更重，他们也因此在任务前接受了大量的地质学训练。两人在月球上发现了起源石，是整个阿波罗计划中最重要的发现之一。
阿波罗15号的登月点是哈德利溪和亚平宁山脉，周围复杂的地形以及加长的月表活动时间使艾尔文和斯科特获得了更广阔范围的研究。阿波罗15号首次使用了月球车，由于斯科特负责驾驶，艾尔文成为了月球车的第一个乘客。两人在月球表面的总停留时间达到66小时54分钟。

#### 健康问题
接近三天的月球活动结束后，艾尔文和斯科特操作登月舱进入月球轨道，与指令舱“奋进号”在轨道中完成了集合。由于登月舱一次排放机动的延迟，当时斯科特和艾尔文已经连续工作二十三小时。在两人整理岩石标本准备对接时，艾尔文由于紧张工作，他的心脏问题开始出现症状。两位宇航员的生命体征一直被监视，指挥中心的医生發现艾尔文心律不齐，出现二联脉。指挥中心的查尔斯·贝里医生（Dr. Charles Berry）对载人航天中心主任克里斯·克拉夫特（Chris Kraft）说：“问题很严重。他要是在地球上，我会把他送到加护病房以防止心肌梗死”。
在地球转移轨道射入（Trans Earth Injection，TEI）结束后，艾尔文所剩的工作已经不多，只需要帮助指令舱驾驶员取回舱外的一些科学仪器。获得很多的休息时间后，艾尔文的心脏恢复了正常。指挥中心的几位医生直到降落都一直在监视艾尔文的心电图，心率一直正常。这次事件在任务报告中并没有被提及，但艾尔文“几个月后犯了一次心脏病””。

## 退役后
除了作为一名宇航员取得的成就外，艾尔文也是一名虔诚的基督徒。1972年，他以上校军衔从空军退役，离开航空航天局后，艾尔文创立了一个名为“越飞越高”（High Flight）的宗教组织。他经常提到他在太空中的经历使他觉得离上帝前所未有的近。
1973年起，艾尔文数次率领团队去土耳其亚拉拉特山寻找诺亚方舟的遗骸。几经寻找，没有发现任何方舟的残迹。1982年，他在下山时受伤。
艾尔文在离家不远的科罗拉多斯普林斯犯了一次严重的心脏病，1991年8月8日因病去世。他与妻子玛丽·艾伦（Mary Ellen）育有五个孩子。
在1998年的电视短剧《从地球到月球》中，艾尔文由加里斯·威廉姆斯（Gareth Williams）扮演。